# 荻窪白山神社
荻窪白山神社（おぎくぼはくさんじんじゃ）は、東京都杉並区上荻にある神社。

## 由緒
旧下荻窪村の鎮守。当神社の創建は、社伝によると文明年間(1469年～1486年)に関東管領上杉顕定の家来中田加賀守が、屋敷内に五社権現社を奉齋したのにはじまる。その後に中田一族が栄え、当地に社殿を建てたといわれている。別当寺は光明院であった。
昭和42年(1967年)に環状8号線拡張にともなって本殿や拝殿などが改築されるようになって現在に至る。

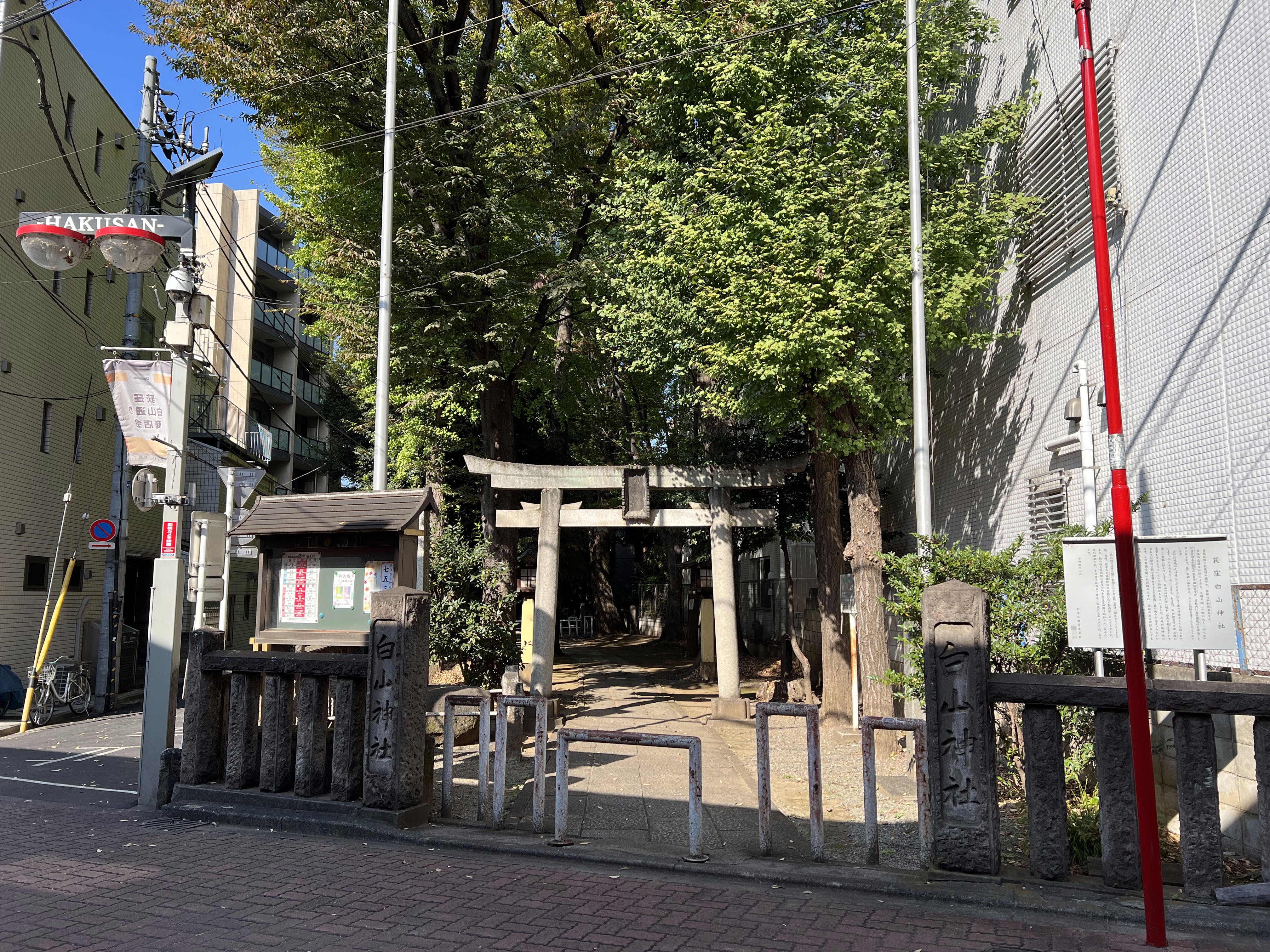
鳥居

## 歯の神様
当神社は歯の神様としても知られる。中田加賀守の弟が歯痛に悩まされていた時、「神社の前に生えている荻で箸を作り、それを使って食事をすれば治る。くれぐれも疑ってはならない。」というお告げを聞き、その通りにしたところ、治ったという。

## 猫の石像

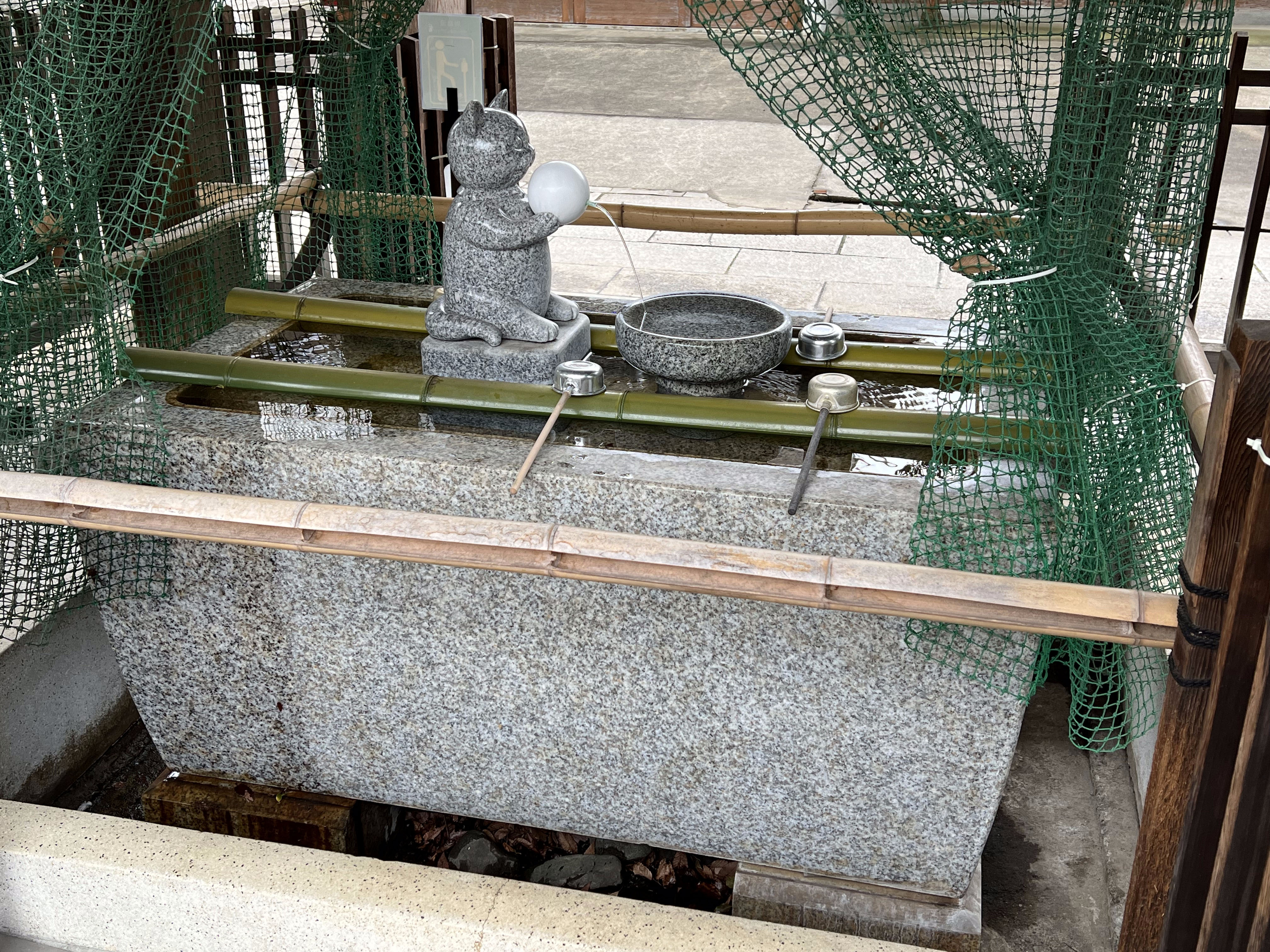
珠猫の手水鉢

昭和42年(1967年)の改築の際に、十二支の瓦が奉納された。当時の神主が「仲間はずれになるのは可哀想」ということで、十二支にない猫の石像を別途設けた。その後、癒しになればということで、石の猫を増やして境内のあちこちに置いている。

## 境内社
- 稲荷神社
- 田守稲荷神社
- 三峯神社

## アクセス
- 中央線快速・東京メトロ丸ノ内線・荻窪駅より徒歩約3分
- 拝観は無料。